# Nazionale maschile di roller derby della Svezia
La nazionale di roller derby maschile della Svezia è la selezione maggiore maschile di roller derby, il cui nickname è Team Sweden, che rappresenta la Svezia nelle varie competizioni ufficiali o amichevoli riservate a squadre nazionali. Si è classificata quattordicesima nel campionato mondiale di roller derby maschile 2014.

## Risultati
Legenda: Grassetto: Risultato migliore, Corsivo: Mancate partecipazioni

## Dettaglio stagioni

### Amichevoli
| Stagione | Vin | Par | Per | Tot | PF  | PS  | avversaria |
| -------- | --- | --- | --- | --- | --- | --- | ---------- |
| 2014     | 0   | 0   | 1   | 1   | 160 | 270 | Finlandia  |
|          |     |     |     |     |     |     |            |
| Totale   | 0   | 0   | 1   | 1   | 160 | 270 |            |

### Tornei

#### Mondiali
| Stagione | regular season | regular season | regular season | regular season | regular season | regular season | playoff | playoff | playoff | playoff | playoff | playoff         | playoff    |
|          | Vin            | Par            | Per            | Tot            | PF             | PS             | Vin     | Per     | Tot     | PF      | PS      | risultato       | avversaria |
| -------- | -------------- | -------------- | -------------- | -------------- | -------------- | -------------- | ------- | ------- | ------- | ------- | ------- | --------------- | ---------- |
| 2014     | 0              | 0              | 3              | 3              | 131            | 619            | 0       | 2       | 2       | 261     | 556     | Quattordicesima | Belgio     |
| 2016     |                |                |                |                |                |                |         |         |         |         |         |                 |            |
|          |                |                |                |                |                |                |         |         |         |         |         |                 |            |
| Totale   | 0              | 0              | 3              | 3              | 131            | 619            | 0       | 2       | 2       | 261     | 556     |                 |            |

### Riepilogo bout disputati
| Anno | Luogo      | Evento     | Fase del torneo          | Incontro             | Risultato |
| 2013 | Göteborg   | Amichevole |                          | Svezia - Danimarca   | 113 - 149 |
| 2014 | Helsinki   | Amichevole |                          | Finlandia - Svezia   | 270 - 160 |
| 2014 | Birmingham | Mondiale   | Fase a gironi            | Svezia - Paesi Bassi | 72 - 101  |
| 2014 | Birmingham | Mondiale   | Fase a gironi            | Svezia - Argentina   | 59 - 176  |
| 2014 | Birmingham | Mondiale   | Fase a gironi            | Inghilterra - Svezia | 363 - 0   |
| 2014 | Birmingham | Mondiale   | Primo turno consolazione | Finlandia - Svezia   | 316 - 135 |
| 2014 | Birmingham | Mondiale   | Finale 13º - 14º posto   | Belgio - Svezia      | 240 - 126 |

## Confronti con le altre Nazionali
Questi sono i saldi della Svezia nei confronti delle Nazionali incontrate.

### Saldo negativo
| Nazionale   | Giocate | Vinte | Pareggiate | Perse | PF  | PS  | Ultima vittoria | Ultimo pari | Ultima sconfitta |
| ----------- | ------- | ----- | ---------- | ----- | --- | --- | --------------- | ----------- | ---------------- |
| Inghilterra | 1       | 0     | 0          | 1     | 0   | 363 | -               | -           | 2014             |
| Finlandia   | 2       | 0     | 0          | 2     | 295 | 586 | -               | -           | 2014             |
| Belgio      | 1       | 0     | 0          | 1     | 126 | 240 | -               | -           | 2014             |
| Argentina   | 1       | 0     | 0          | 1     | 59  | 176 | -               | -           | 2014             |
| Danimarca   | 1       | 0     | 0          | 1     | 113 | 149 | -               | -           | 2013             |
| Paesi Bassi | 1       | 0     | 0          | 1     | 72  | 101 | -               | -           | 2014             |